# Trypanosyllis taeniaeformis
Trypanosyllis taeniaeformis är en ringmaskart som först beskrevs av William Aitcheson Haswell 1886.  Trypanosyllis taeniaeformis ingår i släktet Trypanosyllis och familjen Syllidae.
Artens utbredningsområde är havet kring Nya Zeeland. Inga underarter finns listade i Catalogue of Life.